# Gabriella Parca
Gabriella Parca, née à Castel di Tora le 17 mars 1926 et morte à Milan le 24 juillet 2016, était une journaliste et écrivaine italienne, auteur des premières enquêtes sur les relations entre les sexes dans l'Italie d'après-guerre.

## Biographie
Elle est diplômée de l'Université La Sapienza de Rome.Elle a fait partie du Centre italien d'anthropologie culturelle où elle a également été assistante de la chaire des civilisations indigènes américaines.
Elle écrit et publie dans la revue Pioniere entre 1952 et 1955.
Gabriella Parca a suivi et documenté l'évolution des mœurs de la société italienne d'après-guerre avec une attention particulière à la condition féminine.
Son premier livre, Le Italiani si confessano a eu quinze éditions et a été traduit et publié en France, en Argentine, en Allemagne, au Royaume-Uni, au Japon, aux Pays-Bas et aux États-Unis. Le film Le italiane e l'amore (en français Les Femmes Accusent) est tiré de ce livre. Son second ouvrage I Sultani - Mentalità e comportamento del maschio italiano décrit la mentalité et le comportement du mâle italien. Il est publié sous les auspices du Centre italien d'anthropologie culturelle de l'Université de Rome.
En 1973, Daniela Colombo, Alma Sabatini, Agense De Donato, Danielle TuroneLantin, Grazia Francescato, Adele Cambria, Lara Foletti et Gabriella créent  Effe le premier magazine féministe en Italie. Gabriella Parca est la rédactrice en chef en 1973 .
En 1975, elle fonde l'un des premiers planning familiaux laïcs en Italie, le Centro Problemi Donna (aujourd'hui Centro Progetti Donna) à Milan.

## Livres
- Le italiane si confessano (préface de Pier Paolo Pasolini et Cesare Zavattini) (Parenti, 1959), publié en français Les Italiennes se confessent  en 1966 chez Gonthier d'après une traduction d'Henriette Valot.
- I Sultani - Mentalità e comportamento del maschio italiano (Rizzoli, 1965), publié en France avec le titre Les Italiens et l'amour en 1968 avec une traduction d'Armand Monjo.
- I separati - Inchiesta sul matrimonio in Italia (Rizzoli, 1969)
- Voci dal carcere femminile (Editori Riuniti, 1973)
- L'albero della solitudine - Dialogo-inchiesta fra donne di ogni età (SugarCo, 1974)
- L'avventurosa storia del femminismo (Mondadori, 1976)
- Plusvalore femminile (Mondadori, 1978)
- Lo sballo - Intervista a una ragazza che ha smesso di bucarsi (Longanesi, 1980)
- I divorziati (Bompiani, 1984)
- Le avventure di Chiodino (L'arciere, 1998)
- La guerra acerba - Il secondo conflitto mondiale visto con gli occhi di una ragazzina (Narrativa Tea, 2007)